# Chorvatské národní parky
Chorvatské národní parky jsou osmidílný dokumentární cestopisný seriál České televize. Poprvé byl odvysílán na počátku roku 2008.

## Seznam dílů
| Díl | Název dílu             |
| --- | ---------------------- |
| 1   | Plitvická jezera       |
| 2   | Paklenica              |
| 3   | Brijuni                |
| 4   | Risnjak (Gorski Kotar) |
| 5   | Krka                   |
| 6   | Kornati                |
| 7   | Mljet                  |
| 8   | Severní Velebit        |